# Coffee Prince
Coffee Prince (Koreaans: 커피프린스 1호점, keopipeulinseu 1hojeom) is een Zuid-Koreaanse romantische komedieserie uit 2007. De serie werd in Zuid-Korea vanaf 2 juli 2007 uitgezonden door het Zuid-Koreanse netwerk MBC en eindigde op 28 augustus 2007 na 1 seizoen. De serie is gebaseerd op de roman 'The 1st Shop of Coffee Prince' van Lee Sun-mi, oorspronkelijk getiteld '커피프린스 1호점'.

## Inhoud
"Coffee Prince" speelt zich grotendeels af in Seoul. Het vertelt het verhaal van Choi Han-gyeol, de kleinzoon van de voorzitter van Dong-in Foods, een koffiebedrijf. Han-gyeol is een intelligente en onafhankelijke man die nooit heeft gewerkt en weinig interesse heeft in verantwoordelijkheden. Hij is nog steeds geobsedeerd door zijn eerste liefde, Han Yoo-joo, die hem alleen als vriend beschouwt.
Aan de andere kant hebben we Go Eun-chan, een jongensachtig meisje dat vaak wordt aangezien voor een jongen. Na het overlijden van haar vader op jonge leeftijd is ze de kostwinner in haar familie geworden. Wanneer Han-gyeol en Eun-chan elkaar ontmoeten, zonder dat hij weet dat ze een meisje is, besluit hij haar in te huren om te doen alsof ze zijn homoseksuele geliefde is om te ontsnappen aan door zijn grootmoeder georganiseerde blind dates.
Om zijn capaciteiten te bewijzen, neemt Han-gyeol een vervallen koffieshop over en noemt deze later "Coffee Prince." Hij neemt alleen knappe mannelijke medewerkers aan om vrouwelijke klanten aan te trekken. Eun-chan, die geld nodig heeft, blijft haar geslacht verbergen om een baan bij Coffee Prince te krijgen.
Tijdens hun samenwerking beginnen gevoelens te ontstaan tussen Eun-chan en Han-gyeol. Omdat Han-gyeol niet weet dat Eun-chan een vrouw is, begint hij te twijfelen aan zijn seksualiteit en raakt hij in verwarring. 

## Rolverdeling

### Hoofdrollen
- Yoon Eun-hye als Go Eun-chan. Een vrolijk, vriendelijk meisje met een grote eetlust; ze werkt meerdere banen om haar familie te ondersteunen. Met haar korte kapsel, wijde kleding en platte borst wordt Eun-chan vaak aangezien voor een jongen.
- Gong Yoo als Choi Han-gyeol. De kleinzoon van voorzitster Bang van Dongin Foods, een bedrijf met een bloeiende koffiebusiness. Hij is een intelligente man, maar is hevig onafhankelijk en verafschuwt het idee om aan één carrière in zijn leven vast te zitten.
- Lee Sun-kyun als Choi Han-sung. Een getalenteerde muziekproducent en neef van Han-gyeol. Ondanks zijn gecompliceerde romantische relatie met Yoo-joo, ontwikkelt hij ook gevoelens voor Eun-chan.
- Chae Jung-an als Han Yoo-joo. Han-gyeols eerste liefde en de ex-vriendin van Han-sung. Ze is een getalenteerde professionele kunstenaar die vreemd ging en Han-sung achterliet om met een andere man naar New York te gaan, waarna ze zijn leven verknalde door terug te keren naar Korea.

### Terugkerende rol
- Lee Eon als Hwang Min-yeop.
- Kim Dong-wook als Jin Ha-rim.
- Kim Jae-wook als Noh Sun-ki.
- Kim Chang-wan als Hong Gae-shik.
- Kim Young-ok als grootmoeder van Han-gyeol en Han-sung.
- Han Ye-in als Go Eun-sae.
- Lee Han-wi als meneer Ku.
- Park Won-sook als moeder van Eun-chan.
- Kim Jung-min als DK, de ex-vriend van Yoo-joo.
- Kim Ja-ok als moeder van Han-gyeol.
- Choi Il-hwa als vader van Han-gyeol.
- Ban Hye-ra als moeder van Yoo-joo.
- Choi Eun-seo als Ha Da Young.
- Nam Myeong-ryeol als Myung Jae.
- Han Da-min als Han Byul.

## Kijkcijfers
- In deze tabel vertegenwoordigen de blauwe cijfers de laagste beoordelingen en de rode cijfers de hoogste beoordelingen.

| 1         | 2 juli 2007      | 12,9% | 13,6% |
| 2         | 3 juli 2007      | 15,9% | 18,1% |
| 3         | 9 juli 2007      | 18,2% | 21,0% |
| 4         | 10 juli 2007     | 17,4% | 18,8% |
| 5         | 16 juli 2007     | 20,3% | 22,0% |
| 6         | 17 juli 2007     | 22,1% | 24,0% |
| 7         | 23 juli 2007     | 22,3% | 23,3% |
| 8         | 24 juli 2007     | 23,8% | 25,5% |
| 9         | 30 juli 2007     | 23,3% | 24,8% |
| 10        | 31 juli 2007     | 24,0% | 25,6% |
| 11        | 6 augustus 2007  | 25,9% | 27,4% |
| 12        | 7 augustus 2007  | 27,1% | 29,1% |
| 13        | 13 augustus 2007 | 25,1% | 26,6% |
| 14        | 14 augustus 2007 | 25,6% | 28,0% |
| 15        | 20 augustus 2007 | 24,4% | 26,4% |
| 16        | 21 augustus 2007 | 25,2% | 26,6% |
| 17        | 27 augustus 2007 | 27,8% | 29,9% |
| Gemiddeld | Gemiddeld        | 22,4% | 24,2% |